# Senritsu no Mirāju Pokemon
Senritsu no Mirāju Pokemon (戦慄のミラージュポケモン?), conosciuto anche con il suo titolo inglese The Mastermind of Mirage Pokémon, è un episodio speciale dell'anime Pokémon trasmesso per la prima volta il 29 aprile 2006 sull'emittente televisiva statunitense Kids' WB, in concomitanza il decimo anniversario dell'uscita in Giappone dei primi due videogiochi della serie Pokémon, Pokémon Rosso e Pokémon Verde. Sul sito dell'emittente TV Tokyo è stato disponibile in streaming dal 13 al 31 ottobre dello stesso anno.

## Trama
La storia ruota attorno al Professor Yung, un enigmatico scienziato Pokémon che ha sviluppato una nuova tecnologia chiamata il "Sistema Miraggio" per far rivivere Pokémon estinti come Kabutops e Armaldo. Ash, Brock, Vera, Max, il Professor Oak e Misty, invitati dal Prof. Yung, giungono al suo castello, ed assistono ad una dimostrazione delle capacità di questa macchina. Nel mezzo della battaglia tra i Pokémon Miraggio del Prof. Yung e Ash, la macchina va in tilt e un Aerodactyl Miraggio viene da essa creato e rapisce il professore. Il fantomatico Maestro Miraggio appare dal nulla e annuncia a tutti che il Sistema Miraggio può essere usato per creare Pokémon senza alcuna debolezza. Dopo essere stati minacciati, tutti scappano dal castello. Sfortunatamente, però, il Professor Oak non riesce a fuggire, e toccherà ad Ash e agli altri salvarlo.